# Ammonia
Ammonia – imię żeńskie pochodzenia hebrajskiego. Oznacza "wierna". 
Ammonia imieniny obchodzi 18 stycznia i 12 lutego i 26 listopada.

Męski odpowiednik: Ammoniusz